# Paul Lankes

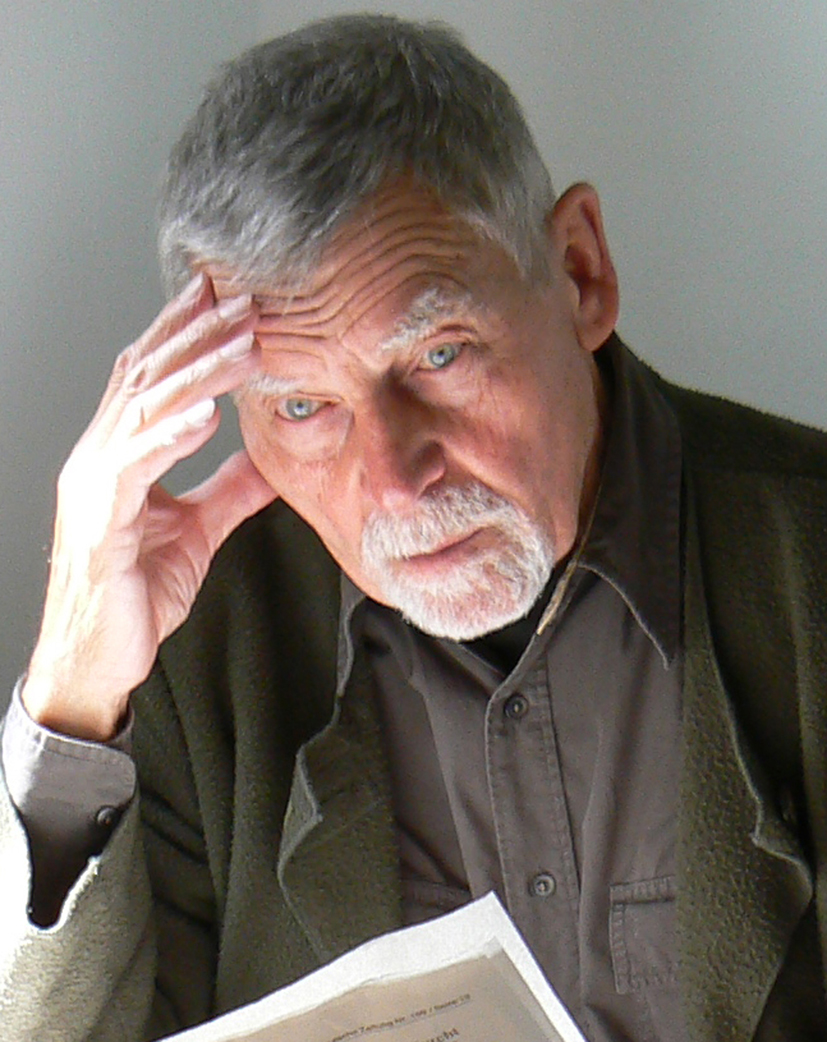
Paul Lankes (um 2000)

Paul Gerhard Lankes (* 10. März 1926 in Bamberg; † 8. September 2021 in München) war ein deutscher Künstler, Kunsterzieher und Hochschullehrer. Er war ab 1969 Professor für Kunsterziehung an der Abteilung Vechta der Pädagogischen Hochschule Niedersachsen, ab 1972 an der Abteilung Vechta der Universität Osnabrück. 1981 wurde er als ordentlicher Professor für Kunsterziehung an die neu gegründete Universität Passau berufen, wo er 1991 emeritiert wurde.

## Leben und Wirken
Paul Lankes besuchte von 1936 bis 1944 das Humanistische Gymnasium in Bamberg, dann das Realgymnasium in Nürnberg. 1944 folgten Arbeitsdienst, dann Kriegsdienst und Kriegsgefangenschaft bis 1945.
1952 heiratete er Gabriela Widra. Aus der Beziehung gingen sechs Töchter und zwei Söhne hervor.
Von 1946 bis 1949 studierte er an der Akademie für Bildende Künste in München und schloss das Studium mit dem I. Staatsexamen ab. Er unterrichtete als Kunsterzieher am Kurt-Huber-Gymnasium in Gräfelfing, wo er 1950 das Zweite Staatsexamen absolvierte. Nach weiteren Stationen an höheren Schulen in Nürnberg und München wurde er 1958 hauptamtlicher Lehrbeauftragter für Kunsterziehung an der Pädagogischen Hochschule München-Pasing.
1969 begann seine Laufbahn als Hochschullehrer für Kunsterziehung, die 1991 mit seiner Emeritierung endete.

## Ausstellungen (Auswahl)
- 1970: Galerie des Nouveaux Magasins, Lausanne
- 1974: Kunstverein Vechta
- 1976: Galerie 3, Cloppenburg
- 1985: Stadtmuseum Oldenburg
- 1986: Paul Lankes – Skulptur 1986, Universität Passau
- 1990: Oberhausmuseum der Stadt Passau: Paul Lankes – Malerei und Plastik
- 1992: Stadtgalerie Vilshofen (Kultur- und Geschichtsverein e.V.): Paul Lankes – Skulpturen, Malerei, Graphik
- 1993: Volkshochschule Vechta
- 2002: Paul Lankes – Skizzen und Fragmente Galerie Eva Priller, Passau

## Werke

### Werke in öffentlichen Sammlungen
- Museum Moderner Kunst – Stiftung Wörlen, Passau[3]
- Oberhausmuseum, Passau[4]
- Kulturstiftung der ZF-Passau GmbH (früher Ostbayerische Kulturstiftung)[5]

### Kirchenausstattung

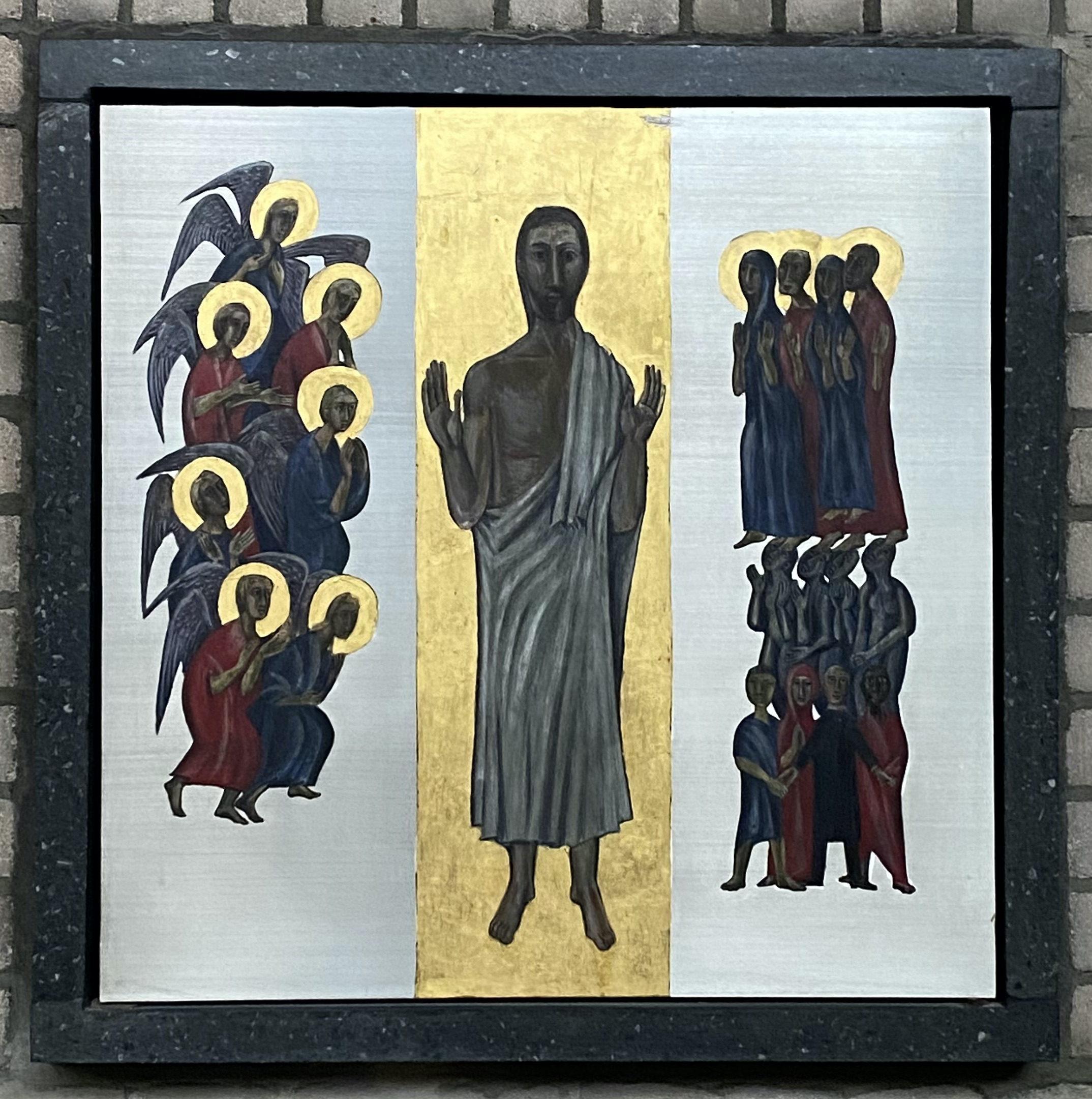
Jesu Verklärung als XV. Station des Kreuzwegs in Forchheim (Foto: Martin Ortmeier, 2022)

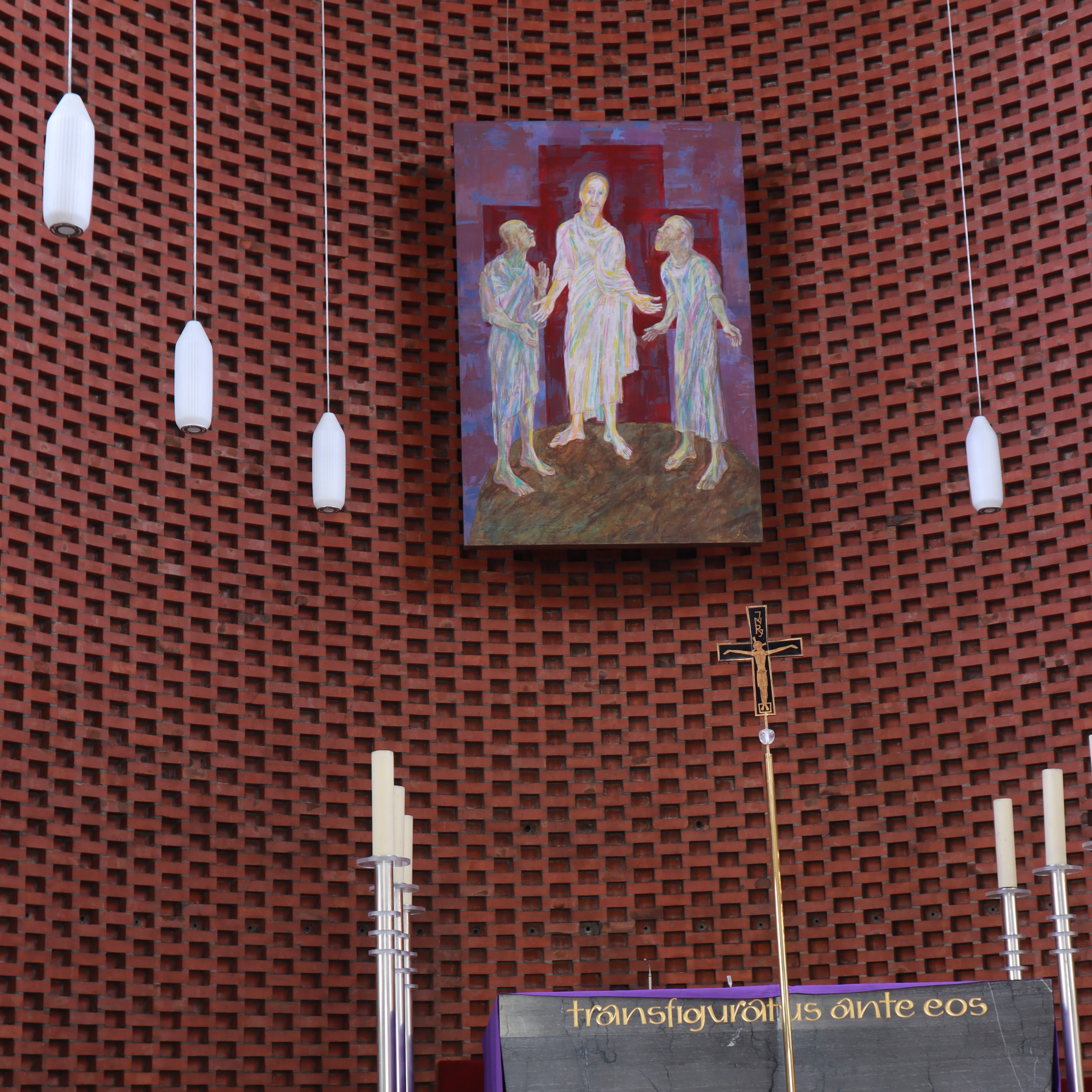
Jesus mit den Propheten Moses und Elias, Hochaltargemälde in Forchheim, 2000 (Foto: Martin Ortmeier, 2022)

Für die 1957 bis 1959 entstandene katholische Pfarrkirche Verklärung Christi (Architekt Peter Leonhardt) in Forchheim hat Paul Lankes 1961 Kreuzwegtafeln geschaffen, 16 Gemälde auf polierten Aluminiumplatten. Dargestellt sind 14 Stationen des Kreuzwegs, dazu flankierend eine Darstellung der Fußwaschung und, den Zyklus abschließend, die Verklärung Christi.
1999 wurde Lankes von der Pfarrei beauftragt, zur Jahrtausendwende für die bis dahin leere Altarwand der Kirche ein Gemälde der Verklärung Christi zu schaffen. Das Werk hat er 2000 fertiggestellt: ein rahmenloses Ölgemälde 2,9 × 1,9 m. Dargestellt sind Christus und die beiden Propheten Moses und Elias, jedoch nicht die drei Apostel Petrus, Jakobus und Johannes, die, der Überlieferung nach, diese Vision hatten.
Dieses Gemälde ist sicher eines der bedeutendsten Werke, die Paul Lankes hinterlassen hat.

### Illustrationen
- Paul Lankes (Illustration) und Albert Thomas (Text): Kinder, kommt zu Jesus. Fibel für die religiöse Unterweisung im 1. Schuljahr. Verlag Herder, Freiburg im Breisgau 1963 (2. Auflage 1969) – Mit Illustrationen zu Themen des Alten und Neuen Testaments, der Sakramente, des Kirchenjahrs, des Brauchtums, der Volksheiligen, des Messritus usw.
- Paul Lankes (Illustration), Fritz Andreae und Josef Quadflieg (Text): Kindergebetbuch. Verlag Patmos, Düsseldorf 1960, 10. Auflage 1972 ISBN 3-491-00220-6, 16. Auflage: ISBN 3-491-79003-4